# Aire métropolitaine de Mérida
L'aire métropolitaine de Mérida est une aire métropolitaine située au Venezuela. Elle regroupe les municipalités de Libertador où se trouve Mérida la ville principale de l'aire métropolitaine et capitale de l'État de Mérida, ainsi que les municipalités de Campo Elías, Santos Marquina et Sucre. Les trois villes principales de l'aire métropolitaine sont Mérida, Tabay et Ejido. D'une superficie d'environ 2 600 km2, l'aire urbaine compte une population d'environ 607 000 habitants[Quand ?][réf. nécessaire].

## Sources
- (es) Cet article est partiellement ou en totalité issu de l’article de Wikipédia en espagnol intitulé « Área metropolitana de Mérida (Venezuela) » (voir la liste des auteurs).